# Worden (Wisconsin)
Worden – miasto w Stanach Zjednoczonych, w stanie Wisconsin, w hrabstwie Clark.